# راب زامبی
رابرت بارتله کامینگز (به انگلیسی: Robert Bartleh Cummings) که با نام هنری راب زامبی (به انگلیسی: Rob Zombie) شناخته می‌شود (زادهٔ ۱۲ ژانویهٔ ۱۹۶۵ در هیورهیل، ماساچوست) کارگردان، خواننده و مؤسس گروه وایت زامبی، یکی از گروه‌های بزرگ سبک هوی متال است.
او به صورت تخمینی پانزده میلیون آلبوم در جهان فروخته است.
وی به‌همراه آلیس کوپر برندهٔ یک جایزهٔ گرمی شده‌است. همسر وی، شری مون زامبی، بازیگر است.

## فیلم‌شناسی
- کله‌پوک‌ها (۱۹۹۴)
- خانهٔ ۱۰۰۰ جسد (۲۰۰۳)
- مطرودین شیطان (۲۰۰۵)
- هالووین (۲۰۰۷)
- اربابان شهر سَلیم (۲۰۱۳)